# Teodor Șușman (junior)

Teodor Şuşman (junior)

Teodor Șușman (n. 22 decembrie 1923, Iași, România – d. 2 februarie 1958, Tranișu, Poieni, Cluj, România) a fost un luptător anticomunist care a făcut parte din grupul condus de Teodor Șușman senior (tatăl său), unul dintre cele mai importante grupuri de partizani anticomuniști care a activat în zona Munților Vlădeasa în perioada 1948–1958.

## Date personale
Teodor Șușman jr., primul copil al familiei Șușman, una dintre cele mai înstărite familii din zona Huedinului, s-a născut la 1 octombrie 1923. Era „[de] statură mijlocie, [cu] părul castaniu ondulat, ochii căprui... simpatic [și] deștept”. Absolvent de studii liceale, sociabil și cu o structură fizică impunătoare, Teodor era un personaj fermecător, bucurându se de o apreciere deosebită din partea femeilor.
Despre el, Lucreția Jurj, membră a grupului, își amintește:
„...era ’nalt, avea o față ovală, părul castaniu, fără barbă, fără mustață, bărbierit tăt timpul, îmbrăcat în pantaloni, într-o geacă scurtă și bocanci. Nu era un om urât, da’ nici frumos nu pot să spun că era. [...] Nu mai știu ce școală avea, cred că liceu’, da’ în schimb știu sigur că în armată o fost furier. Amândoi frații erau diferiți de tatăl lor. Nu aveau porniri așa dure împotriva comuniștilor. Erau altă fire, da’ nu i-am auzit niciodată să regrete că l-o urmat pă taică-său pă munte. Nu știu dacă erau credincioși că nu prea i-am auzit discutând despre religie. Io nu prea am vorbit cu ei, că nu aveam ce și nici când, că aproape tot timpu’ erau plecați. Aproape în fiecare sară plecau amândoi. Să duceau la Răchițele și vineau dimineața. Erau tineri și ei, ce să facă. Să duceau pă la fete, că aveau prietene în sat. Da’ Todor era mare crai… El nu o avut numa’ una, o avut o duzină. [...] Todor era mai iubăreț, era mai crai. Da’ să știți că după Todor umblau fetele și înainte de a fi fugit. Le plăcea la fete de el, că nu era un băiat urât. Mie nu mi să părea deosebit, da’ era băiat din sat și avea și ceva avere. Fetele îi plăceau și o acceptat să fie prietene cu ei chiar dacă erau fugiți. ”— Cornel Jurju, Cosmin Budeancă, 2002, pp. 116-117

## Motivația constituirii grupului condus de Teodor Șușman senior
Cauzele care au dus la constituirea grupului condus de Teodor Șușman senior sunt similare celor care au determinat și apariția altor grupări de partizani și au fost reprezentate de procesul de stalinizare în care a fost angajată societatea românească după al doilea război mondial.
După război Teodor Șușman sn. a refuzat să se alăture comuniștilor și s-a manifestat ca opozant al noului regim, făcând, în paralel, propagandă electorală pentru PNȚ. A devenit în acest fel un „dușman de clasă” care trebuia neutralizat. În 1945 a fost înlăturat din funcția de primar, iar peste 2 ani i-a fost închis magazinul, i-a fost apoi sechestrat depozitului de cherestea.
Prestigiul lui Teodor Șușman îl făcea periculos pentru regim, motiv pentru care s-a încercat înlăturarea sa din viața socială prin metoda încarcerării. La 18 august 1948 o echipă de jandarmi s-a prezentat la domiciliul său pentru a-l aresta. Cum nu era acasă, a fost arestat doar fiul său, Avisalon. Acesta a reușit să evadeze și s-a întâlnit cu tatăl său, în felul acesta punându-se bazele grupului de partizani anticomuniști.

## Motivația alăturării lui Teodor Șușman jr. grupului de partizani
Raziile desfășurate la Răchițele în 18 august 1948, care i-au vizat și pe apropiații lui Șușman, au eșuat și au dus la creșterea numărului de fugari. Teodor Șușman jr, în timp ce se întorcea din Banat, a fost informat de un cunoscut despre situația creată în sat, ceea ce l-a făcut să se alăture și el grupului. Pentru a stopa curentul de solidaritate cu partizanii, în 1950 Tribunalul Militar din Cluj i-a judecat și condamnat în contumacie pe fugari, iar Teodor Șușman jr. a primit 12 ani muncă silnică.
În vara anului 1950, împreună cu alți membri ai grupului, Teodor a rămas în apropierea satului Răchițele, în locul numit Picioragul Porcului, unde și-au construit o colibă. În perioada următoare a participat împreună cu alți membri ai grupului la diverse acțiuni îndreptate împotriva domeniului public, de stat, sau a reprezentanților acestuia, ca o ripostă indirectă terorii declanșate de autorități. Spre exemplu, în prima parte a lui octombrie 1950, au plănuită o acțiune împotriva casierilor de la societatea de exploatare a lemnului IPEIL Beliș. Astfel, în 5 octombrie Teodor Șușman jr., Avisalon Șușman și Ioan Popa s-au deplasat pe Valea Someșului Cald și i-au așteptat pe casierii de la IPEIL. La locul stabilit nu au sosit casierii, ci o delegație. Partizanii i-au oprit, au efectuat o percheziție asupra lor și au reținut o haină de piele, o raniță, o pătură și o sumă mică de bani. Dându-și seama de confuzie, le-au atras atenția să nu divulge nimic din cele întâmplate, au fost puși să depună un jurământ cu mâna pe un pistol. Întâlnirea a fost lipsită de orice accente de violență, înainte de a li se permite să și continue drumul, Ioan Popa cerându-și iertare pentru situația creată și restituind o parte din obiectele și banii ridicați inițial.
În iarna acelui an nu au fost probleme pentru grup, Teodor jr. adăpostindu-se la diferite familii din Răchițele, însă a fost văzut și în comuna Scărișoara, în apropiere de Câmpeni.
În primăvara anului 1951 grupul s-a reunit în zona Răchițele, dar există indicii că Teodor jr. alături de tatăl și fratele său, Avisalon, ar fi lucrat la o unitate IPEIL din Radna, județul Arad. Comandantul postului de Miliție de acolo l-a recunoscut după fotografie pe Teodor jr., despre care a spus că a lucrat acolo până în aprilie 1951, că a vorbit cu el și îl admira ca „muncitor frumos, chipeș și deștept”.
În 15 decembrie 1951 Teodor Șușman senior s-a sinucis, ceea ce a afectat ulterior și structura grupului.
În acea iarnă frații Șușman au stat în Frăsinet, la un bătrân, Ioan Abrudan (a Gavriloachi, ucis ulterior de securiști în Răchițele), unde aveau alimente pentru 4 luni, însă li s-a „dat de urmă” și au fost nevoiți să fugă. Grupul s-a reunit în 1952 și îi regăsim împreună în dimineața de 6 iulie, când, în punctul Feirea, s-au întâlnit cu un o companie de soldați care îi căutau. S-a deschis focul și partizanul Ioan Popa (Ciota) a fost împușcat mortal.
După această ambuscadă grupul a luat decizia să se despartă și timp de peste o lună autoritățile nu au mai avut informații despre ei, cu toate că Miliția și Securitata folosea, la un moment dat, pentru prinderea lor, un număr de 200 de informatori în Regiunea Cluj și 90 în Regiunea Oradea. Frații Șușman s-au deplasat în zona Brăișor, Morlaca, Traniș, Hodiș (în apropiere de Huedin).
În vara anului 1954, Roman Oneț și soții Jurj (Mihai și Lucreția) au fost arestați, ceea ce a făcut ca, începând cu acel an, grupul să mai supraviețuiască doar prin cei doi frați Șușman. Pentru ei au urmat câțiva ani mai liniștiți, în condițiile în care și activitatea Securității a fost una mult diminuată față de perioada anterioară. Utilizând acte de identitate contrafăcute și nume false, au putut rămâne mai mult în sate, dar s-au și deplasat cu mai multă ușurință dintr-un punct în altul. Pe lângă gazdele din Traniș, ei au fost sprijiniți de mai multe persoane din Brăișor, din Morlaca și din Hodiș.
În acei ani Teodor Șușman jr. era cunoscut în satele din zonă sub pseudonimul Petrea Icoanei, și își câștiga existența (hrană și haine) pictând icoane, fără însă a da impresia că s-ar ascunde. „Eu propriu-zis nu i-am cunoscut... o vinit pe-aici, i-am cusut o haină... la unul dintre ei, la unu’, Șușman, eu așa știam... Petrea Icoanelor, nu l-am știut eu. Todor Șușman ăla zicea că-i Petre. Și i-am cusut o haină pentru icoanele sale. Eu fără să știu că el e fugar... Eu, ca să fiu sincer, nu mi-am dat seama niciodată că el îi fugar. După comportament, după cum... nu era ca să se uite pe geam, să se ascundă. Doar unu’ care-i fugar se uită ori nu când lătra câinele. Nu era... Nu vedeam nimic deosebit la el.” „Până mai târziu, io m-am tot gândit că cum tot vin pe-aici, că a spus... că-l cheamă Colea Petru. Și-o arătat buletinul. Și-aici am fost cu ei și-am băut odată cu șeful de post. O venit ăla. Da’ n-a știut nimeni cine-i.”
Una dintre principalele susținătoare ale fraților a fost Leontina Moldovan din Brăișor, care își amintea în 1998:
„Cât timp au stat la noi, stăteau, se odihneau, și-ntr-un timp oarecare, ne-am dus la Cluj și le-am adus vopsele. Uitați-vă, icoanele (trei icoane, n.n.), îs făcute de Todor. În casă, în camera aia, le picta și apoi le punea pe poliță să se usuce. Io m-am dus la Cluj, am cumpărat vopsele, am luat sticlă. O făcut rame la icoane. Astea-s lucruri făcute de mâna lor, în timpul cât au stat aici. Și se ducea noaptea de-aici la Traniș, cu icoane, și zicea că-i Petrea de la Călățele. Și ducea și le vindea și făcea bani. Și mai stătea o zi la pădure, să-l mai bată soarele, să nu fie bătător la ochi, că aici stătea numai ascuns, și era alb, că nu-l bătea soarele. Ei mai mergeau pe la Mărgău, pe la cunoscuți, și mai aduceau mâncare. Odată a adus două putine de brânză... Mai citeau o carte, mai aruncau gunoi din poiată. ”— interviu cu Leontina Moldovan
Gradul înalt de solidaritate cu grupul „Șușman” pe care l-a arătat populația din Apuseni sunt subliniate de observațiile pe care Miliția le făcea într o fișă individuală întocmită pentru Teodor Șușman jr.: „Prieteni îi sunt toți moții din zona de munte, fiind cunoscut sub numele său de fugar politic și popularizat în rândul maselor moțești care de altfel îl sprijină în toată opera lui de fugar... Toată populația moțească îl sprijină, natural și pe tatăl său, cu alimente, informații etc.”.

## Sfârșitul lui Teodor Șușman jr.

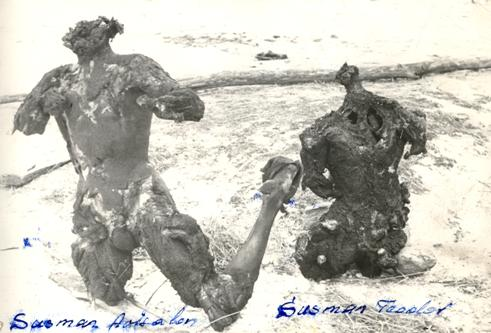
Susman Visalon si Teodor jr carbonizati.jpg

Ca o consecință a revoluției din Ungaria, în 1957-1958 s-au accentuat acțiunile de prindere a ultimilor partizani. În acest context a fost arestat și Iosif Capotă. El a recunoscut în anchetă că în 1957 a luat legătura cu frații Șușman, prin intermediul lui Dumitru Tarău, pentru a le vinde un aparat de radio portabil. Tarău a fost arestat și folosit ca informator. Pe baza datelor furnizate de informatori, obținute în anchetă de la susținătorii lor sau prin utilizarea de TO (tehnică operativă), Securitatea a aflat, în cele din urmă, că cei doi sunt ascunși în satul Traniș, comuna Valea Drăganului.
În dimineața de 2 februarie, efective ale Ministerului de Interne și trupe de Securitate au descins în Traniș. Casa, grajdul și șura lui Romul Florea (unde se bănuia că sunt cei doi) au fost percheziționate de două ori fără rezultate. În acest timp Romul Florea și soția sa, Floarea, au fost anchetați fără a divulga locul unde erau ascunși partizanii. Dar, „în jurul orei 8,30, Florea Floarea, fiind dusă în grajd și anchetată din nou, a început să strige că nu se sperie de amenințări”. La strigătele „anormale” ale femeii, s-a dat ordin ca o trupă să pătrundă din nou în pod și să dea tot fânul jos. În momentul când echipa a ajuns la gura podului a fost primită cu foc. Schimbul de focuri a durat aproape două ore, timp în care frații Șușman, care se aflau în pod, au fost somați să se predea. Au existat și câteva încercări de pătrundere în forță din partea unei echipe de șoc, dar fără succes. Pentru a-i „intimida” s-a dat foc la o căpiță de fân ce se afla în spatele grajdului și au fost din nou somați să se predea, „în caz contrar... se va da foc și grajdului... S-a dat apoi foc la un colț al grajdului. După incendierea grajdului, echipa de șoc a mai încercat să pătrundă de două ori în interior, însă de fiecare dată au fost întâmpinați cu foc de armă. La a treia încercare, nu s-a mai putut pătrunde din cauză că grajdul a luat complet foc. În acest fel bandiții au ars...” A doua zi s a efectuat identificarea cadavrelor de către gazde, iar „în urma autopsiei s a stabilit că bandiții au ars de vii”, versiune susținută și de mărturii.
Odată cu moartea lui Teodor și Avisalon, grupul „Șușman” nu mai exista, însă zeci de persoane au fost arestate și condamnate pentru că i-au susținut pe partizani.